# Mites (Szymanowski)
Mites, op. 30, és una obra per a violí i piano escrita per Karol Szymanowski l'any 1915 i estrenada un any després per Paweł Kochański al violí i el compositor al piano. Està dedicat a l'esposa de Kochański, Zofia Kochańska. La primera part de Mythes va ser interpretada per Paweł Kochański i el mateix Szymanowski a Kíev el 5 d'abril de 1915. L'obra sencera es va poder escoltar sencera per primera vegada interpretada pels mateixos intèrprets a Uman el 10 de maig de 1916.
Van ser creats a la primavera de 1915 en col·laboració amb el violinista Paweł Kochański, durant l'estada del compositor a Zarudzie. A més, aquest conjunt està escrit al mateix temps que Mètopes op. 29 (1915) i Màscares op. 34 (1915-1916), obres per a piano amb les quals forma una mena de trilogia mediterrània, representativa d'aquest període dels anys 1910 en què el compositor, alliberat dels models alemanys, troba el seu estil personal.
Els Mites consisteixen tres poemes programàtics en miniatura basats en la mitologia grega. La peça es va inspirar molt en els viatges anteriors del compositor a Sicília i el nord d'Àfrica i en la música impressionista.
L'obra es considera una fita important en l'escriptura del violí del segle XX i va ser molt admirada pels contemporanis de Szymanowski, com Béla Bartók i Serguei Prokófiev. Compta amb un ús intensiu de tècniques avançades de violí, i el tercer moviment conté uns quarts de to.
El 21 de novembre de 1921 va ser interpretada a Budapest per Joseph Szigeti al violí i Béla Bartók al piano.
L'actuació sol durar uns vint minuts.
- La fontaine d'Arethuse (La font d'Aretusa)
- Narcisse (Narcís)
- Dryades et Pan (Dríada i Pan)